# L'Usine Nouvelle
L'Usine Nouvelle és un setmanari francès de premsa escrita del Groupe Industrie Services Info (GISI), i orientada a l'economia i la tecnologia al món industrial. La revista conté notícies d'actualitat, i estudis diversos sobre evolució dels mercats, tendències, anticipació tecnològica, anticipació concurrencial, etc, tot molt orientat al món de la producció industrial. Aquesta revista de premsa econòmica i professional va sorgir per primera vegada el 5 de desembre de 1891 en Charleville amb el títol l'Usine, i allí, el subtítol anunciava clarament la intensió dels seus fundadors i ideòlegs.
- President director general : Christophe Czajka